# Валье-де-Сарагоса (муниципалитет)
Валье-де-Сарагоса (исп. Valle de Zaragoza) — муниципалитет в Мексике, штат Чиуауа с административным центром в одноимённом посёлке. Численность населения, по данным переписи 2010 года, составила 5105 человек.

## Общие сведения
Название Valle de Zaragoza составное: Valle с испанского языка — долина, так как административный центр был основан в долине на берегу реки Кончос, а Zaragoza дано в честь национального героя в битве при Пуэбле Игнасио Сарагосы.
Площадь муниципалитета равна 2954 км², что составляет 1,19 % от общей площади штата, а наивысшая точка — 1730 метров, расположена в поселении Эль-Магей.
Он граничит с другими муниципалитетами штата Чиуауа: на северо-западе с Сатево, на севере с Саусильо, востоке с Сан-Франсиско-де-Кончосом, на юго-востоке с Альенде, на юге с Идальго-дель-Парралем и Уэхотитаном, и на западе с Росарио.

## Учреждение и состав
Муниципалитет был образован в 1847 году, в его состав входит 83 населённых пункта, самые крупные из которых:
| Код INEGI | Населённый пункт                                                                               | Численность населения (2005 год) | Численность населения (2010 год) |
| --------- | ---------------------------------------------------------------------------------------------- | -------------------------------- | -------------------------------- |
| 067       | Всего                                                                                          | 4341                             | 5105                             |
| 0001      | Валье-де-Сарагоса (исп. Valle de Zaragoza) 27°27′26″ с. ш. 105°48′39″ з. д.                    | 1871                             | 2223                             |
| 0012      | Гальван (исп. Colonia Galván (Rancho Ocho)) 27°28′20″ с. ш. 105°48′03″ з. д.                   | 222                              | 264                              |
| 0043      | Ранчерия-Валерио (исп. Ranchería Valerio) 27°39′53″ с. ш. 106°05′40″ з. д.                     | 165                              | 195                              |
| 0089      | Гильермо-Кеведо (исп. Guillermo Quevedo (El Ancón del Burro)) 27°31′34″ с. ш. 105°45′42″ з. д. | 144                              | 182                              |
| 0011      | Эмилиано-Сапата (исп. Emiliano Zapata) 27°29′02″ с. ш. 105°47′25″ з. д.                        | 167                              | 181                              |

## Экономика
По статистическим данным 2000 года, работоспособное население занято по секторам экономики в следующих пропорциях: сельское хозяйство, скотоводство и рыбная ловля — 39,4 %, промышленность и строительство — 25,6 %, сфера обслуживания и туризма — 32,3 %, прочее — 2,7 %.

## Инфраструктура
По статистическим данным 2010 года, инфраструктура развита следующим образом:
- электрификация: 97,2 %;
- водоснабжение: 96,4 %;
- водоотведение: 90,2 %.

## Фотографии

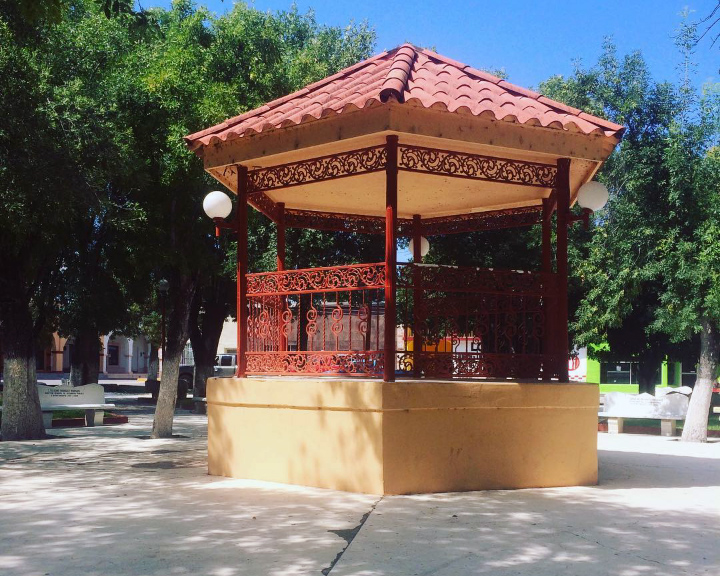
Центр Валье-де-Сарагоса
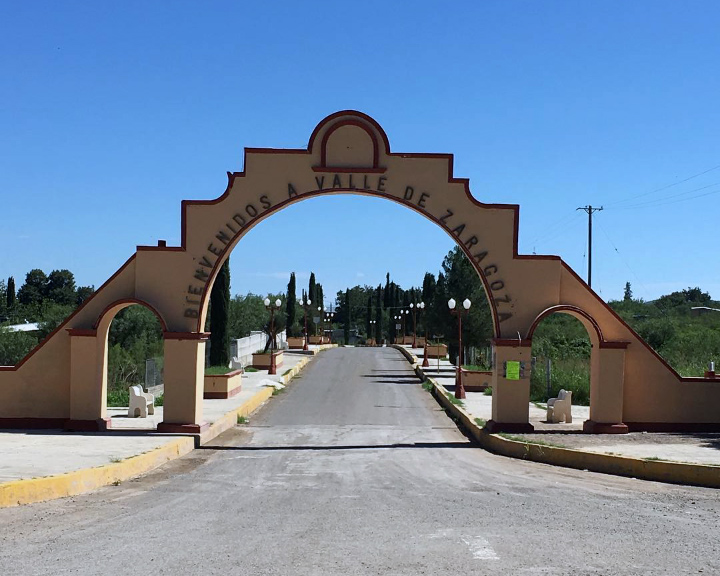
На въезде в административный центр
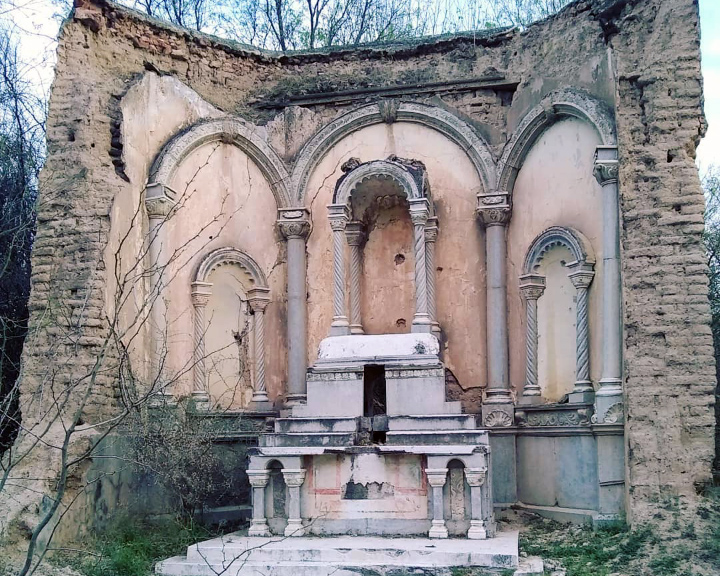
Остатки древней церкви